# Sicydium adelum
Sicydium adelum és una espècie de peix de la família dels gòbids i de l'ordre dels perciformes.

## Morfologia
- Els mascles poden assolir 14 cm de longitud total.
- Nombre de vèrtebres: 26.[4]

## Hàbitat
És un peix d'aigua dolça, de clima tropical (22 °C-31 °C) i demersal.

## Distribució geogràfica
Es troba a Centreamèrica: vessant atlàntic de Costa Rica.

## Observacions
És inofensiu per als humans.